# Guerre civile du Salvador
La guerre civile du Salvador est une guerre civile ayant eu lieu de 1979 à 1992 au Salvador entre le Front Farabundo Martí de libération nationale (FMLN) et le gouvernement représenté par son armée.
La rébellion du FMLN était soutenue par Cuba et le Nicaragua qui le fournissaient notamment en armes (AK-47, RPK et PKM). Elle se solde par la signature des accords de paix de Chapultepec mettant fin au conflit en 1992. Le gouvernement salvadorien était soutenu en revanche par les États-Unis, inscrivant le conflit dans le contexte de la guerre froide.
Selon les rapports rendus par la commission de vérité de l'ONU, les escadrons de la mort pro-gouvernementaux et la police et l'armée salvadorienne seraient responsables de 85 % des actes de violences perpétrés durant la guerre civile et la guérilla du FMLN de 5 %
.

## Historique du conflit

Entraînement d'un soldat salvadorien par un sergent des Special Forces américaines durant la guerre civile. Son arme est un fusil d'assaut M16A1.

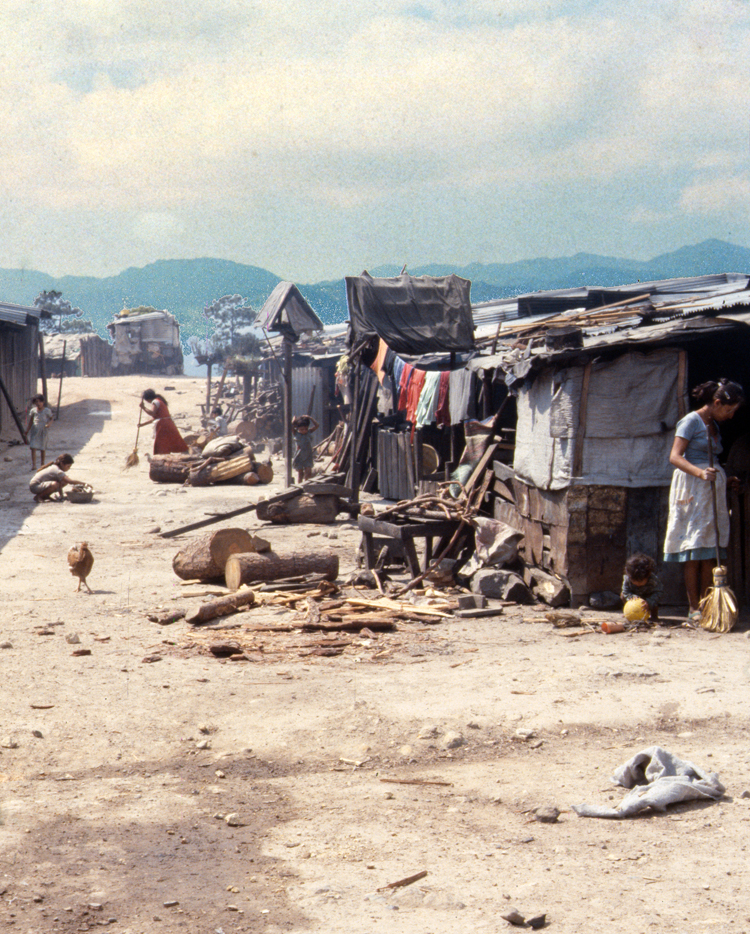
Camps de réfugiés au Honduras, 1987.

En 1972, l'Union nationale d'opposition (constituée par la Démocratie chrétienne, le Parti communiste et le Mouvement national révolutionnaire) remporte les élections mais l’armée opère un coup d’État afin de l'évincer. S'ajoutant à l'Orden (Organisation démocratique nationaliste), créée en 1960 avec le soutien de administration Kennedy, des groupes paramilitaires se multiplient (la Main blanche, l'Union guerrière blanche, la Phalange, l’Armée secrète anticommuniste) et se livrent à une campagne d'assassinats politiques. Dans les années 1970, les inégalités sociales (0,5 % des propriétaires possèdent 40 % des terres et 60 % des paysans n'en possèdent aucune), la pauvreté (45 % d’analphabétisme et la consommation de calories la plus faible de l’Amérique continentale selon les statistiques de l'ONU) et l’impossibilité d'un changement démocratique en raison des ingérences de l’armée conduisent à la formation de guérillas.
Une minorité dissidente du PC fonde les Forces populaires de libération. Apparaît ensuite l’Armée révolutionnaire du peuple, d'orientation socialiste et chrétienne. Une scission de cette organisation entraîne la création des Forces armées de la résistance nationale. En 1979, le Parti communiste, jusqu’alors opposé à la lutte armée, constitue les Forces armées de libération nationale. Le 10 octobre 1980, avec l'apport du Parti révolutionnaire des travailleurs centraméricains (communiste et souhaitant l'unification de l’Amérique centrale) les groupes armés de gauche s'unissent sous le nom de Frente Farabundo Martí de Liberación Nacional (FMLN) tout en conservant leur autonomie.

### Junte et escadrons de la mort
Le 15 octobre 1979, un groupe d'officiers militaires et de leaders civils évincèrent le gouvernement de droite du général Carlos Humberto Romero (1977 – 1979) et formèrent une junte. En janvier 1980, huit ministres et onze secrétaires d’État en démissionnent, expliquant que les commandants des Forces armées continuent d'exercer la réalité du pouvoir. À la suite de pressions des États-Unis, la Démocratie chrétienne est contrainte de s'associer à une seconde junte et son leader José Napoleón Duarte prend la tête du régime jusqu'aux élections de mars 1982. Dans le souci de donner une image plus modérée, la junte initia un programme de réforme du pays et nationalisa certaines banques et une partie du marché du café et du sucre.
Cependant, au même moment, la junte autorisa des membres des « escadrons de la mort », groupes paramilitaires possédant de forts liens avec l'armée, à mener une campagne de terreur contre les dissidents politiques. Le journaliste salvadorien Oscar Martinez Penate explique que « chaque jour, au matin, sur les chemins, sur les décharges publiques, on trouve les corps aux yeux crevés, torturés, découpés vivants, décapités, soumis aux plus abominables tourments avant d’être achevés. Des instituteurs sont assassinés simplement parce qu'ils ont rejoint un syndicat. La barbarie est telle qu'un militant n'a plus peur de mourir mais vit dans la hantise d’être capturé vivant. »
Les escadrons de la mort exécutèrent également plusieurs meurtres de hautes personnalités. Ainsi l'archevêque Óscar Romero, engagé aux côtés des paysans dans la lutte politique, fut assassiné par des membres des escadrons de la mort salvadoriens en 1980 dans la chapelle de l'hôpital la providence de San Salvador après avoir publiquement pressé le gouvernement américain de ne pas fournir une aide militaire au gouvernement salvadorien. Quatre religieuses furent également violées et tuées à cette même occasion. Le successeur d'Óscar Romero, Arturo Rivera y Damas, déclare alors: « Les pays étrangers, dans leur désir d'hégémonie mondiale, fournissent les armes. Le peuple salvadorien fournit les morts ». Ce sont plusieurs dizaines de milliers de salvadoriens qui furent assassinés par les escadrons de la mort.

### Réformes politiques
Pendant cette période, les partis politiques furent de nouveau autorisés à fonctionner. Pourtant, le 27 novembre 1980, six membres de la direction du FDR, parti de gauche socialiste, sont arrêtés et torturés à mort. Le 28 mars 1982, les salvadoriens désignèrent une nouvelle assemblée constituante. Après les élections, auxquelles seuls les partis de droite furent autorisés à figurer, l'autorité fut transférée à Álvaro Magaña Borja, président provisoire choisi par l'assemblée. La constitution de 1983, rédigée par l'assemblée, renforça nettement les droits individuels, établit un garde-fou contre les détentions provisoires et les perquisitions excessives, établit également une forme républicaine et pluraliste de gouvernement. Elle renforça, aussi, la branche législative et l'indépendance judiciaire. Elle codifia le code du travail, particulièrement pour les ouvriers agricoles. Cependant, en dépit de ces réformes symboliques, dans la pratique les Droits de l'homme continuèrent d'être bafoués par la campagne de terreur instituée par les brigades de la mort. De cette manière, les changements n'ont pas satisfait les mouvements de guérilla. Duarte gagna les élections en face du candidat de la droite Roberto D'Aubuisson de l'Alliance Républicaine Nationaliste (ARENA) avec 54 % des voix et devint ainsi le premier président du Salvador librement élu en plus de 50 ans. Craignant une victoire de d'Aubuisson, la CIA utilisa environ 2 millions de dollars pour soutenir la candidature de Duarte. D'Aubuisson avec son parti ARENA entretenait d'étroits liens avec les brigades de la mort, et fut décrit comme un « tueur pathologique » par l'ancien ambassadeur américain Robert White. En 1989, Alfredo Cristiani appartenant à l'ARENA remporta l’élection présidentielle avec 54 % des voix. Son investiture le 1er juin 1989 représente la première passation pacifique du pouvoir d'un leader civil librement élu à un autre.
En 1986, la Commission Salvadorienne des Droits de l'Homme publia un rapport de 165 pages sur la prison de Mariona. Le rapport révéla l'usage courant d'au moins 40 pratiques de torture sur les prisonniers politiques. Des militaires américains auraient supervisé ces actes. Le 26 octobre 1987, Herbert Ernesto Anaya (en), chef de la Commission Salvadorienne des Droits de l'Homme, fut assassiné.
En dépit des controverses concernant la répression et la brutalité des Forces Armées Salvadoriennes les États-Unis continuèrent d'apporter de l'aide au Salvador, ce qui vaut à Reagan les critiques de Brzezinski, pourtant guère conciliant avec le FMLN,. L’ambassadrice américaine à l'ONU, Jeane Kirkpatrick, y explique que « Les intérêts stratégique des États-Unis au Salvador ont plus d’importance que la violation des droits de l'homme dans ce pays centraméricain. » Pour Alexander Haig, secrétaire d’État sous l’administration Reagan, « Le Salvador n'est pas simplement un problème local, c'est également un problème régional qui menace la stabilité de toute l’Amérique centrale, y compris le canal de Panama, le Mexique et le Guatemala, avec leurs immenses réserves pétrolières. »

## Les accords de paix

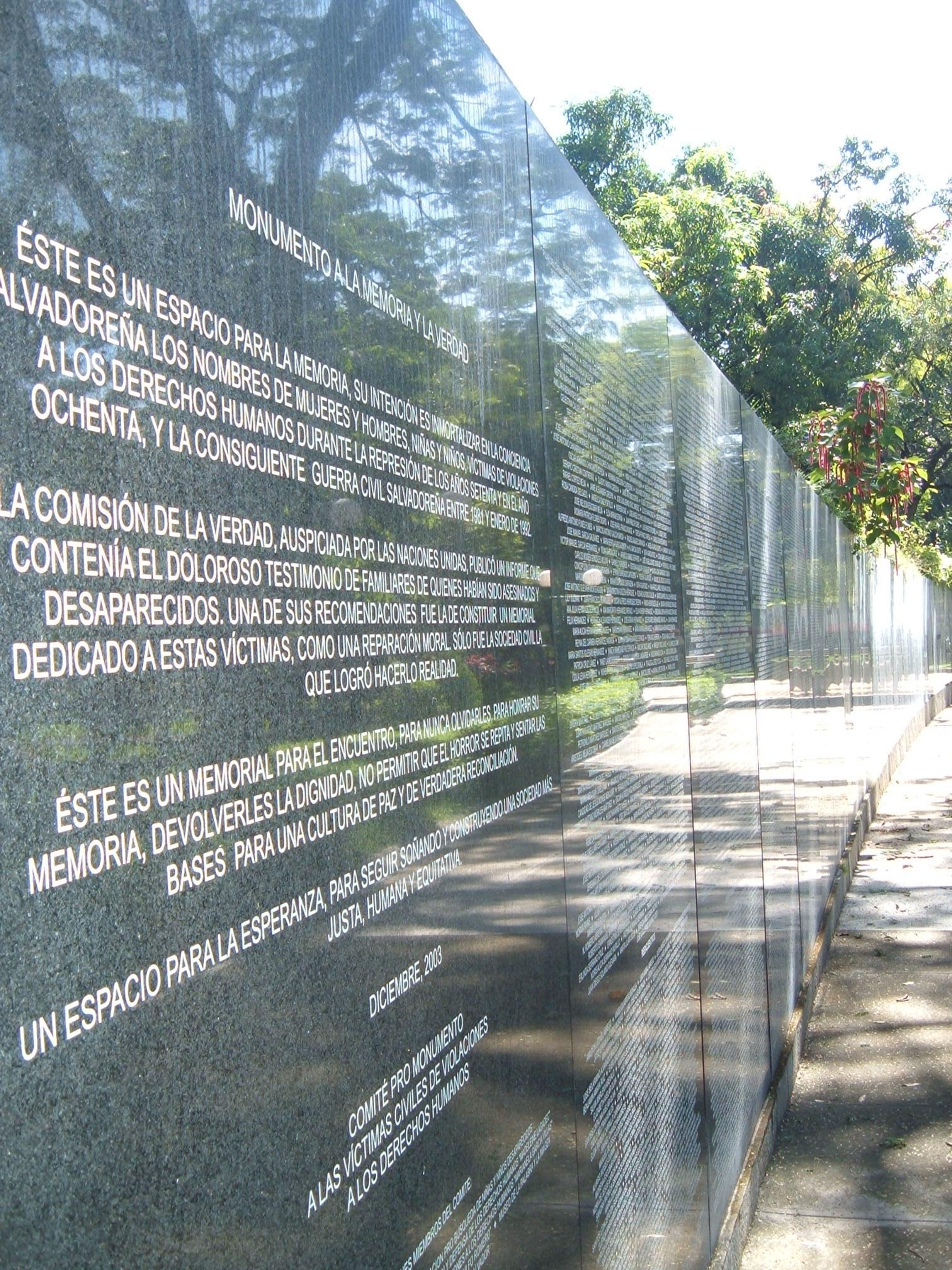
Monument de la mémoire et de la vérité, dénonçant les violations des droits de l'homme durant le conflit.

Les États-Unis réduisent de moitié l’aide militaire fournie au Salvador, à la suite de la multiplication des pressions internes s’opposant à la poursuite de cette aide par le gouvernement de George H. W. Bush. Consécutivement le gouvernement salvadorien fut forcé d’adopter une approche différente face à l’insurrection. Lors de son investiture en juin 1989, le président Cristiani appela à un dialogue direct dans le but de mettre fin à la décennie de conflits entre le gouvernement et les guérilleros. Un processus de dialogue mettant en place des réunions mensuelles entre les deux camps fut lancé en septembre 1989 mais avec peu de résultats, le gouvernement exigeant un cessez-le-feu unilatéral du FMLN comme préalable à toute réforme, et les guérillas étant en désaccord sur l'attitude à adopter.
En novembre de la même année, le FMLN conduit une offensive sur la capitale. Une vingtaine de positions militaires sont assailles simultanément et les quartiers populaires qui entourent la capitale sont pris par les rebelles. Le 16 novembre, six jésuites impliqués dans le processus de dialogue sont exécutés par des paramilitaires gouvernementaux. Les combats se poursuivent une dizaine de jours, marqués, entre autres faits, par la capture de l'hôtel Sheraton où les guérilleros retiennent dix-huit bérets verts des Forces spéciales US (retranchés dans l'hôtel, ils évacuent le 22), ce que le département d’État qualifie d’« abominable acte de terrorisme ».
Début 1990, suivant une demande des présidents d’Amérique centrale, les Nations unies firent l’effort d’engager des médiations directes entre les deux camps. Après une année de peu de progrès, le gouvernement et le FMLN acceptèrent une invitation du Secrétariat Général de l’ONU pour une rencontre à New York. Le 25 septembre 1991, les deux camps signèrent l’Acte de New York. Qui lança un processus de négociation en créant le Comité pour la Consolidation de la Paix (COPAZ), constitué de représentants du gouvernement, du FMLN, et de partis politiques, avec des observateurs de l’ONU et de l’Église catholique. Le 31 décembre, le gouvernement et le FMLN ébauchèrent un accord de paix sous les auspices du Secrétaire général de l’ONU Javier Pérez de Cuéllar. Les accords finaux, appelés les Accords de Paix de Chapultepec, furent signés à Mexico le 16 janvier 1992. Un cessez-le-feu de 9 mois prit effet le 1er février 1992 et ne fut jamais rompu. Une cérémonie, le 15 décembre 1992, marqua la fin officielle des conflits, concordant avec la démobilisation des dernières structures militaires du FMLN et la reconnaissance du statut de parti politique au FMLN. De leur côté, les commandants des Forces armées se rallient aux accords de paix ; grâce au détournement d'une partie de l'aide américaine, beaucoup sont devenus propriétaires ou actionnaires de grandes entreprises. La guérilla recevait de l'aide soviétique selon les États-Unis et le gouvernement salvadorien, ce qui est cependant contesté par Oscar Martinez Penate.
En juillet 2002, un jury détermina que les deux anciens ministres salvadoriens de la défense, José Guillermo García et Carlos Eugenio Vides Casanova (en) étaient responsables des tortures pratiquées sur trois hommes par les escouades de la mort dans les années 1980. Les victimes poursuivirent les anciens commandants grâce à une loi américaine permettant de telles poursuites. Ces commandants furent condamnés à payer 54,6 millions de dollars aux victimes. En octobre 2016 la justice salvadorienne rouvre une enquête sur le massacre d'El Mozote, considéré comme le crime le plus sanglant de la guerre, au cours duquel au moins 988 personnes dont 558 enfants avaient été exécutées par une unité de contre-insurrection de l’armée,.